# Solfeż

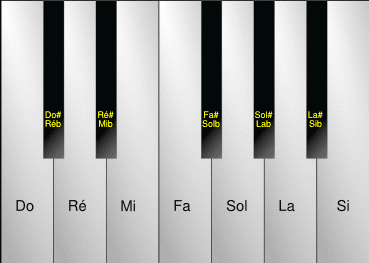
Nazwy solmizacyjne dźwięków na klawiaturze fortepianu

Solfeż (wł. solfeggio) – nauka i metoda czytania nut głosem, przedmiot nauczania praktycznego w szkolnictwie muzycznym.
Nazwa pochodzi od ćwiczeń wokalnych opartych na solmizacji. W XVIII w. solfeżem nazywano również ćwiczenia instrumentalne doskonalące umiejętność czytania nut, później nazwa obejmowała wszystkie metody nauczania śpiewu z nut, w celu wyczulenia słuchu, wyrobienia pewności i czystości intonacji i trafiania dźwięków głosem oraz pogłębiania ogólnej muzykalności.
Wraz z założeniem w 1795 Konserwatorium Paryskiego nauka solfeżu weszła do podstawowego programu nauczania . Ukazały się też pierwsze wydania drukiem zbiorów ćwiczeń , również nazywanych solfeżami. Francuska tradycja nauki solfeżu była punktem wyjścia dla różnych metod nauczania i rozwijania umiejętności muzycznych w innych krajach, np. metody Hindemitha, Villi-Lobosa czy relatywnej metody Kodálya .
Współcześnie solfeż stał się dyscypliną służącą kształceniu słuchu muzycznego. Oprócz nauki czytania nut (solfeż właściwy) i zapisywania muzyki ze słuchu (dyktando) obejmuje ona także rozwijanie zdolności i umiejętności słuchowej analizy muzyki poprzez rozwijanie poczucia wysokości, barwy i funkcji dźwięku oraz poczucia rytmu i cech agogiczno-dynamicznych, kształtowanie zdolności intonacyjnych, wrażliwości na skale dźwiękowe i style muzyczne, umiejętności świadomego improwizowania muzyki głosem itp.